# Емелькино (Оренбургская область)
Емелькино — упразднённая деревня в Абдулинском районе Оренбургской области. На момент упразднения входила в состав сельского поселения Первомайский сельсовет. Исключена из учётных данных в 1999 году.

## География
Располагалась на реке Жилая в месте впадения её в реку Емелькина (приток реки Сарайгир), на расстоянии примерно 5 километр к северо-востоку от села Васильевка.

## История
По данным на 1931 год деревня состояла из 85 хозяйств. В административном отношении входила в состав Васильевского 1 сельсовета Абдулинского района Средневолжского края.
Являлась отделением совхоза имени ОГПУ (позже совхоз «Абдулинский»).
Постановление Законодательного Собрания Оренбургской области от 30 апреля 1999 года N 266/51-ПЗС деревня исключена из учётных данных.

## Население
По данным на 1930 год в деревне проживал 361 человек.